# Flugbereitschaft des Bundesministeriums der Verteidigung
Die Flugbereitschaft des Bundesministeriums der Verteidigung (kurz: FlBschftBMVg) ist ein Lufttransportverband der deutschen Luftwaffe in Geschwadergröße auf Regimentsebene. Ihr Auftrag ist der weltweite Transport von Soldaten und Material mit Langstreckenflugzeugen sowie der Transport des politisch-parlamentarischen Führungspersonals.

## Geschichte
Die Flugbereitschaft wurde am 1. April 1957 auf dem Fliegerhorst Nörvenich in Dienst gestellt. Sie war ursprünglich nur als kleine Lufttransportkomponente zur „Erledigung spezieller Aufträge“ im Bereich des Verteidigungsministeriums bestimmt. Im Juli 1959 wurde sie an den Flughafen Köln/Bonn verlegt und zunächst dem Lufttransportgeschwader 62 als 3. Staffel unterstellt. Seit April 1963 ist die Flugbereitschaft selbstständig, zunächst nur auf Gruppenebene, 1974 erhielt sie Geschwaderstatus.

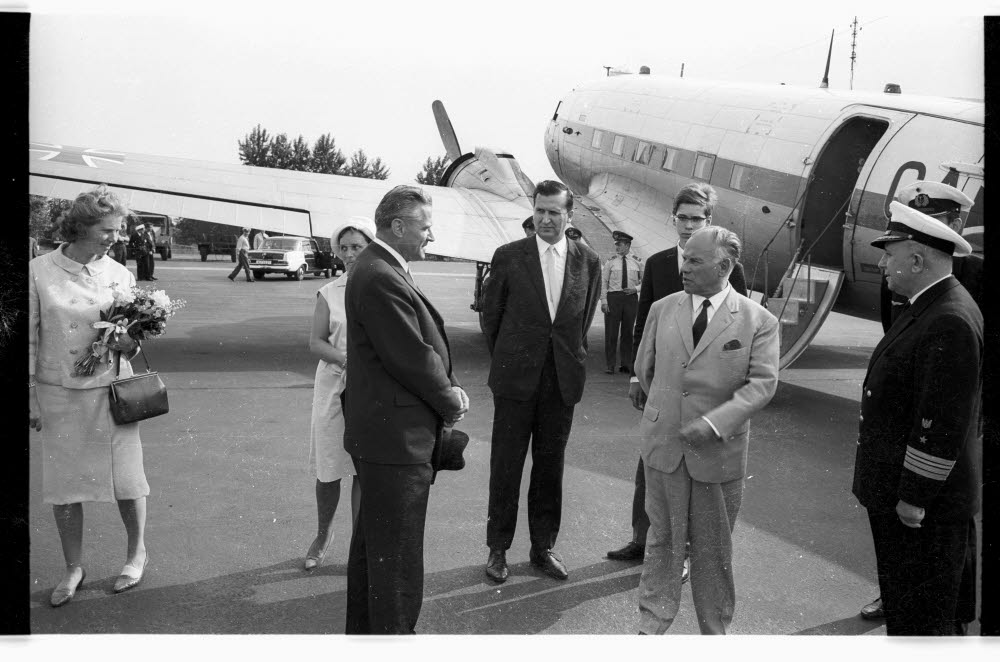
Bundestagspräsident Eugen Gerstenmaier (2. v. re.) 1966 nach der Ankunft mit einer Douglas DC-3 der Flugbereitschaft auf dem Flugplatz Kiel-Holtenau

Mit Auflösung des Lufttransportkommandos (LTKdo) war die Flugbereitschaft ab dem 1. Juli 2010 truppendienstlich dem Kommando 1. Luftwaffendivision (Kdo 1. LwDiv) in Fürstenfeldbruck unterstellt. Nach der Auflösung der Division untersteht sie seit dem 1. Juli 2015 dem Luftwaffentruppenkommando. Die Einsatzführung für militärische Lufttransporte obliegt mit der Auflösung des LTKdo dem European Air Transport Command (EATC).
Seit dem Umzug der Bundesregierung von Bonn nach Berlin 1998 werden die Flüge für den parlamentarischen Bereich bereitgestellt, indem die benötigte Maschine mit Besatzung von Köln/Bonn nach Berlin verlegt wird. Mit Fertigstellung des Flughafens Berlin Brandenburg (IATA-Code BER) wurde dort am 21. Oktober 2020 ein provisorisches Regierungsterminal eröffnet; die Hubschrauber der Flugbereitschaft fliegen vorerst weiter von Tegel.
Im Jahr 2017 wurde durch einen Bericht der Funke Mediengruppe bekannt, dass Generäle der Bundeswehr die Flugbereitschaft für ihre Dienstreisen genutzt haben sollen und zu diesem Zweck Ausbildungs- und Trainingsflüge arrangiert hätten. Bei der Überprüfung dieser Vorwürfe konnten im BMVg keine gravierenden Verstöße festgestellt werden. Generell sind Bundeswehrangehörige berechtigt, bei ohnehin stattfindenden Flügen mitzufliegen, jedoch nicht selbst die Flugbereitschaft kostenlos zu nutzen.
Im Rahmen des Beitritts zur Multinational MRTT Unit wurde die Fähigkeit zur Luftbetankung und des qualifizierten Patientenlufttransports auf der Langstrecke der Strategic Aeromedical Evacuation an den neu aufgestellten Verband der NATO übertragen und ab Oktober 2020 der Airbus A310-304 MRTT nicht mehr als Tankflugzeug eingesetzt. Am 15. Juni 2022 ging der letzte Airbus A310-304 aus der Nutzung. Mit dem Airbus A400M beim LTG 62 und durch die Teilnahme an der Multinational MRTT Unit und dem dortigen Anteil von 4/9 an der A330 MRTT-Flotte (ausgedrückt in den nutzbaren Flugstunden) stehen der Luftwaffe jedoch diese Fähigkeiten weiter zur Verfügung.

## Aufgaben
Der Aufgabenbereich umfasst die Abwicklung des Staats-, Regierungs- und Parlamentsflugbetriebes – „weiße Flotte“ – (mit Airbus A350-900, Airbus A319CJ, Airbus A321, Bombardier Global 5000/6000 und  Aérospatiale AS 532 Cougar) und den militärischen Lufttransport – „graue Flotte“ – (mit Airbus A321LR) sowie das Herstellen und Erhalten der Einsatzbereitschaft.
Zu den Beschäftigten der Flugbereitschaft zählen auch die Lufttransportbegleiter, das militärische Gegenstück der Flugbegleiter.
Die Wartung der Flugzeuge erfolgt durch die Lufthansa Technik.

### Parlamentsflugbetrieb
Die Inanspruchnahme der Flugbereitschaft ist in den „Richtlinien für den Einsatz von Luftfahrzeugen der Flugbereitschaft BMVg (Bundesverteidigungsministerium) zur Beförderung von Personen des politischen und parlamentarischen Bereichs“ geregelt. Folgender Personenkreis darf danach die Flugbereitschaft in Anspruch nehmen:
- Der Bundespräsident, der Bundestagspräsident, der Bundesratspräsident, der Bundeskanzler, der Präsident des Bundesverfassungsgerichts, die Bundesminister sowie die Fraktionsvorsitzenden im Bundestag
- Sonstige Mitglieder des Bundestages auf Anforderung des Bundestagspräsidenten
- Die Parteivorsitzenden der im Bundestag vertretenen Parteien
- Die Kanzlerkandidaten der im Bundestag vertretenen Parteien für die Zeit von zehn Wochen vor einer Bundestagswahl

Im Zusammenhang mit der Nutzung der Flugbereitschaft werden durch Medien, konkurrierende Parteien oder den Bundesrechnungshof immer wieder Vorwürfe der missbräuchlichen Nutzung erhoben. Selten lässt sich dies juristisch klar belegen. Oft führt aber bereits der Eindruck der ungerechtfertigten Privilegiennutzung zur privaten Übernahme der Kosten durch die Betroffenen. Auch Regierungsflüge sorgten bereits für Kritik. So haben einzig die sechs Regierungsflüge aus dem Kabinett Scholz zu Spielen der deutschen Nationalmannschaft bei der Fußball-Europameisterschaft 2024 531.000 Euro gekostet.

### Beobachtungsflüge
Weiterhin wird ein Beobachtungsflugzeug im Rahmen des Vertrag über den Offenen Himmel in Zusammenarbeit mit dem Zentrum für Verifikationsaufgaben der Bundeswehr betrieben.

### Militärischer Lufttransport
Bei der Flugbereitschaft ist die sogenannte „Drehscheibe Wahn“ in der Luftwaffenkaserne Wahn am Flughafen Köln/Bonn, für den gesamten Lufttransport angesiedelt. Von hier aus wird der Umschlag und Transport von sämtlichem Material und Personal ins Ausland koordiniert und zum Großteil abgefertigt.

## Standorte

### Flughafen Köln/Bonn
Die Flugbereitschaft hat ihren Sitz am militärischen Teil des Flughafens Köln/Bonn (direkt angebunden an die Luftwaffenkaserne Wahn), wo alle Transportflugzeuge und die Geschwaderführung stationiert sind. Die Bundesregierung hält derweil weiter am Bau des Regierungsflughafens am Flughafen Berlin Brandenburg bis 2032 fest, dies führt dazu, dass der militärische Teil des Flughafens Köln/Bonn auch mittelfristig ein wichtiger Stützpunkt der Bundeswehr für den Lufttransport und Sitz der Flugbereitschaft sein wird.

### Abgesetzter Bereich Berlin

#### Regierungsterminal
Im Oktober 2008 wurde bekanntgegeben, dass die weiße Flotte für den Staatsflugbetrieb zum Flughafen Berlin Brandenburg umziehen soll, sobald am dortigen Flughafenneubau die Voraussetzungen geschaffen wurden. Dazu sollte im Norden des Flughafens in der Nähe der bestehenden Flughafenterminals des alten Flughafen Berlin-Schönefeld ein repräsentatives Terminal sowie die für die Flugbereitschaft notwendigen Infrastrukturen erstellt werden. Bedingt durch die Verzögerungen beim Bau des neuen Flughafens, mussten die für Bau und Umzug geplanten Termine aber bereits mehrfach verschoben werden. Der Umzug nach Schönefeld sollte, mit Stand Dezember 2016, frühestens im zweiten Halbjahr 2018 stattfinden, da dann das provisorische Regierungsterminal hätte fertig sein sollen. Die Fertigstellung des 350 Millionen Euro teuren regulären neuen Regierungsairports in Schönefeld war für 2024 geplant. Im September 2019 wurden Pläne bekannt, möglicherweise auf den Bau eines neuen Regierungsterminals zu verzichten und ein Interims-Terminal, das für 70 Mio. Euro errichtet wurde, langfristig zu nutzen. Das neue Regierungsterminal sollte erst 2034 fertiggestellt werden. Bis dahin können maximal drei Maschinen aus der 18 Luftfahrzeuge umfassenden BMVg-Flotte und zwei Regierungsflugzeuge von Staatsgästen anderer Nationen auf dem Flughafen Berlin Brandenburg geparkt werden. Im Oktober 2020 begann der politisch-parlamentarische Flugbetrieb auf dem neuen Interims-Regierungsterminal.
Die Bundesregierung teilte im Oktober 2022 mit, kein neues Regierungsterminal zu bauen. Die bisherige Zwischenlösung soll stattdessen zur Dauerlösung werden. Die anderen Teile des Regierungsflughafens sollen aber weiterhin gebaut werden und dann zusammen mit dem bisherigen Interims-Regierungsterminal genutzt werden. Der Umzug der Flugbereitschaft ist für 2032 geplant.

#### Hubschrauberstaffel
Am militärischen (Nord-)Teil des Flughafens Berlin-Tegel ist die Hubschrauberflotte beheimatet. Sie soll 2025 zum Flughafen Berlin Brandenburg umziehen.

## Gliederung
- Stab Flugbereitschaft BMVg
  - Stab Fliegende Gruppe
    - 1. Lufttransportstaffel (Global 5000, Global 6000)
    - 2. Lufttransportstaffel (A319, A321, A350)

  - Stab Technische Gruppe
    - 2. Technische Staffel (A319, A321, A350, Global 5000, Global 6000)
    - Flugplatzstaffel

  - Lufttransportgruppe (LTGrp) in Berlin-Schönefeld

Anteile Cougar in der Kaserne Tegel unterstehen dem Abgesetzten Bereich BER, beinhaltet aber sowohl das fliegende Personal wie auch das technische, so dass der Flugbetrieb sichergestellt werden kann.

## Kommandeure
| Nr.                                                              | Name                            | von                     | bis                     | Bemerkungen |
| ---------------------------------------------------------------- | ------------------------------- | ----------------------- | ----------------------- | --- |
| 1                                                                | Hauptmann Perth                 | 1. April 1957           | 31. März 1963           | |
| Umgliederung/Vergrößerung auf Bataillonsebene zum 1. April 1963  |                                 |                         |                         | |
| 2                                                                | Major Hans-Georg Mally          | 1. April 1963           | 31. März 1973           | |
| 3                                                                | Oberst Werner Drechsel          | 1. April 1973           | 31. März 1982           | Vorher Kommandeur der Flugzeugführerschule „S“ in Wunstorf |
| Umgliederung/Vergrößerung auf Geschwaderebene zum 1. August 1974 |                                 |                         |                         | |
|                                                                  | Oberst Werner Drechsel          | 1. April 1973           | 31. März 1982           | Vorher Kommandeur der Flugzeugführerschule „S“ in Wunstorf |
| 4                                                                | Oberst Friedrich-Wilhelm Ehmann | 1. April 1982           | 31. März 1986           | Später Kommandeur des NATO-E-3A-Verbandes in Geilenkirchen (als Brigadegeneral)                                                                               |
| 5                                                                | Oberst Peter Wulf               | 1. Oktober 1986         | 31. März 1991           | |
| 6                                                                | Oberst Jürgen Reiss             | 1. April 1991           | 27. Juli 1994           | Vorher Kommodore des Lufttransportgeschwaders 63 |
| 7                                                                | Oberst Axel Tüttelmann          | 27. Juli 1994           | 16. Januar 1998         | Später Kommandeur des NATO-E-3A-Verbandes in Geilenkirchen (als Brigadegeneral) und in Folge des NATO Airborne Warning and Control Systems (als Generalmajor) |
| 8                                                                | Oberst Joachim Mörsdorf         | 16. Januar 1998         | 30. September 1999      | Vorher Kommodore des Lufttransportgeschwaders 63 |
| 9                                                                | Oberst Horst Abromeit           | 30. September 1999      | 1. April 2003           | Vorher Kommodore des Lufttransportgeschwaders 62 |
| 10                                                               | Oberst Norbert Daniel           | 1. April 2003           | 29. September 2011      | Vorher Kommodore des Lufttransportgeschwaders 61 |
| 11                                                               | Oberst Helmut Frietzsche        | 30. September 2011      | 26. Mai 2014            | Vorher Kommodore des Lufttransportgeschwaders 63 |
| 12                                                               | Oberst Stefan Neumann           | 27. Mai 2014            | 4. September 2017       | Vorher Kommodore des Lufttransportgeschwaders 63, später Kommandeur des NATO-E-3A-Verbandes in Geilenkirchen (als Brigadegeneral)                             |
| 13                                                               | Oberst Guido Henrich            | 4. September 2017       | 24. September 2019      | Vorher Kommodore des Lufttransportgeschwaders 62 |
| 14                                                               | Oberst Daniel Draken            | 24. September 2019      | 22. September 2023      | Vorher letzter Kommodore des Lufttransportgeschwaders 61 |
| 15                                                               | Oberst Stefan Schipke           | seit 22. September 2023 | seit 22. September 2023 | |

## Luftfahrzeuge

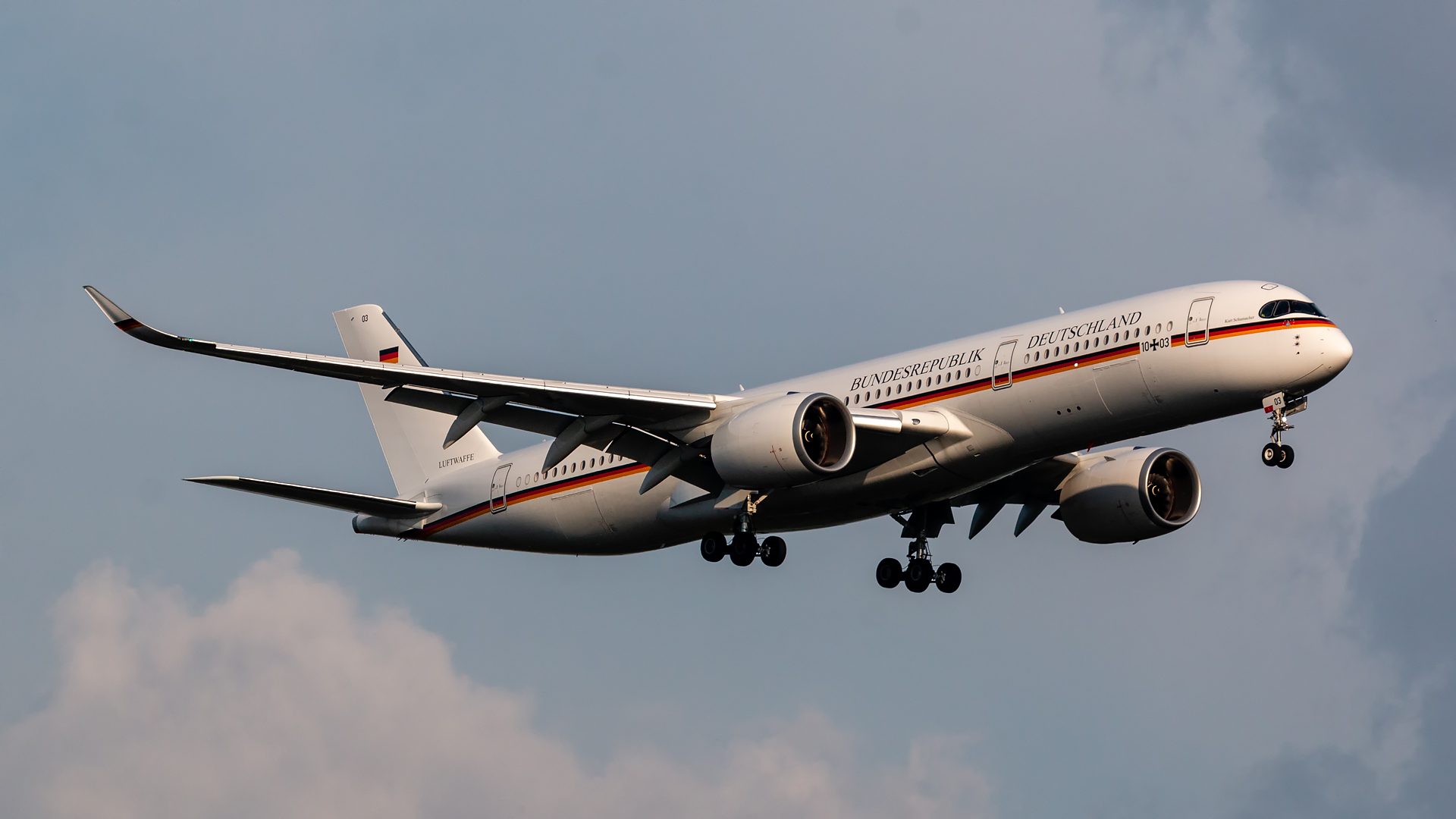
Airbus A350-941 10+03 „Kurt Schumacher“

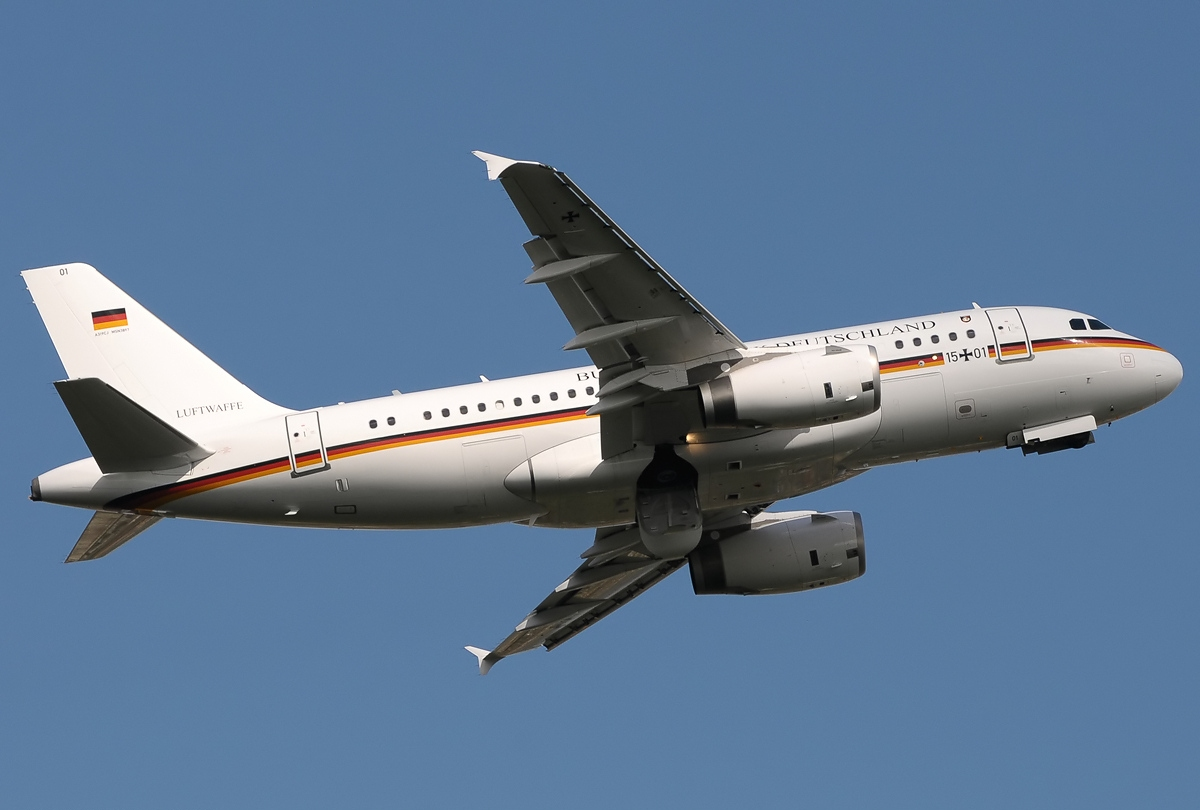
Weißer Airbus, A319 15+01, 2013

Die Flugbereitschaft besteht aus zwei Komponenten: Der grauen Flotte, bestehend aus A321LR und der weißen Flotte bestehend aus A350, A319CJ, A321, Global 5000/6000 und AS 532 Cougar.
Die Regierungsmaschinen waren bis Juli 2003 weiß mit blauen Längsstreifen lackiert und trugen den Schriftzug „Luftwaffe“, danach wurden die blauen Streifen durch schwarz-rot-goldene ersetzt. Außerdem wurde die Beschriftung in „Bundesrepublik Deutschland“ geändert. „Luftwaffe“ ist jetzt kleiner auf dem Seitenleitwerk zu lesen. Die drei A350 sind nach Politikern aus der Gründungszeit der Bundesrepublik benannt. Weitere Flugzeuge und Hubschrauber tragen keine Taufnamen.
Nach einer Pannenserie, welche unter anderem dazu führte, dass Angela Merkel mit einem Linienflug zum G20-Gipfel in Buenos Aires reisen musste, wurde am 1. Februar 2019 bekanntgegeben, dass zunächst ein neuer Airbus A350 für rund 150 Millionen Euro erworben werden sollte, um die beiden vorhandenen A340 zu ergänzen, die mittelfristig ebenfalls durch zwei weitere Airbus A350 ausgetauscht werden sollten. Bereits am 12. April 2019 schloss das Bundesamt für Ausrüstung, Informationstechnik und Nutzung der Bundeswehr (BAAINBw) mit der Lufthansa Technik AG daraufhin einen Vertrag über die Lieferung von drei fabrikneuen Flugzeugen Airbus A350-900 ab. Wie ihre Vorgänger sollen sie mit einer passiven Selbstschutzanlage ausgerüstet werden. Das erste Flugzeug wurde zunächst mit einer Interimskabine für 146 Passagiere und den für ein Regierungsflugzeug notwendigen Kommunikationseinrichtungen ausgerüstet. Dieser erste Airbus A350-900 wurde am 20. August 2020 mit dem Kennzeichen 10+03 „Kurt Schumacher“ an die Flugbereitschaft übergeben und am 9. Oktober 2020 nach Köln überführt. 2022 traf der dritte Airbus A350 mit dem Kennzeichen 10+02 in Hamburg ein und enthielt die volle Regierungskabine. Mit der Auslieferung der 10+01 und 10+02 an die Bundeswehr wurde die bereits im Einsatz befindliche 10+03 wieder zur Umrüstung von der Übergangs- auf die volle Regierungskabine an die Lufthansa Technik übergeben.
Die A350 hat eine nochmals erhöhte Reichweite von ca. 18.000 km, wodurch nahezu jeder Punkt der Erde von Berlin aus nonstop erreicht werden kann. Am 27. September 2023 gab das Bundesministerium der Verteidigung bekannt, dass alle drei Maschinen des Typs A350 ab 2026 mit DIRCM-Selbstschutzsystemen ausgestattet werden sollen. DIRCM steht für „Directed Infrared Counter Measures“ (gerichtete Infrarot-Gegenmaßnahmen).
Während die Großraumflugzeuge primär für die Langstrecke gedacht sind, kommen die Global 5000/6000, zwei A319CJ und A321-200 überwiegend auf kürzeren Strecken und für kleinere Delegationen zum Einsatz. Diese Typen sind jedoch auch in der Lage, längere Strecken ohne Zwischenstopp zu fliegen. Der dritte Airbus A319CJ (15+03) wird zur Durchführung von Flügen im Rahmen des Open-Skies-Vertrages betrieben und kommt nicht als Regierungsflugzeug zum Einsatz.
Um nach der Ausphasung der A310 MRTT und dem Übergang dieser Fähigkeiten auf die Multinational MRTT Unit trotzdem über nationale Fähigkeiten im Bereich MedEvac und Truppentransport zu verfügen, wurde am 8. Juli 2020 durch das BAAINBw ein Vertrag über den Kauf von zwei neuen A321LR geschlossen, diese wurden im Juni und August 2022 an die Bundeswehr ausgeliefert.

### Großraumflugzeuge
- 10+01 Airbus A350-941 (S/N 468) „Konrad Adenauer“[46]
- 10+02 Airbus A350-941 (S/N 526) „Theodor Heuss“[47][48]
- 10+03 Airbus A350-941 (S/N 416) „Kurt Schumacher“[49]

### Standardrumpfflugzeuge
- 15+01 Airbus A319-133X CJ (S/N 3897)
- 15+02 Airbus A319-133X CJ (S/N 4060)[50]
- 15+03 Airbus A319-133X CJ „Offener Himmel“ (S/N 1212, ex. VP-CVX Volkswagen Airservice)[51][52]
- 15+04 Airbus A321-231 (S/N 1214, ex D-AISE Lufthansa)[53]
- 15+10 Airbus A321LR  (long range, grau)[43]
- 15+11 Airbus A321LR (long range, grau)[44]

### Geschäftsreiseflugzeuge
- 14+02 Bombardier Global 5000 (S/N 9404)
- 14+03 Bombardier Global 5000 (S/N 9411)
- 14+04 Bombardier Global 5000 (S/N 9417)[54]
- 14+05 Bombardier Global 6000 (S/N 9859)
- 14+06 Bombardier Global 6000 (S/N 9863)
- 14+07 Bombardier Global 6000 (S/N 9865)

### Hubschrauber
- 82+01 Eurocopter AS532 Cougar (S/N 2449)
- 82+02 Eurocopter AS532 Cougar (S/N 2452)
- 82+03 Eurocopter AS532 Cougar (S/N 2460)

### Ehemalige Luftfahrzeuge

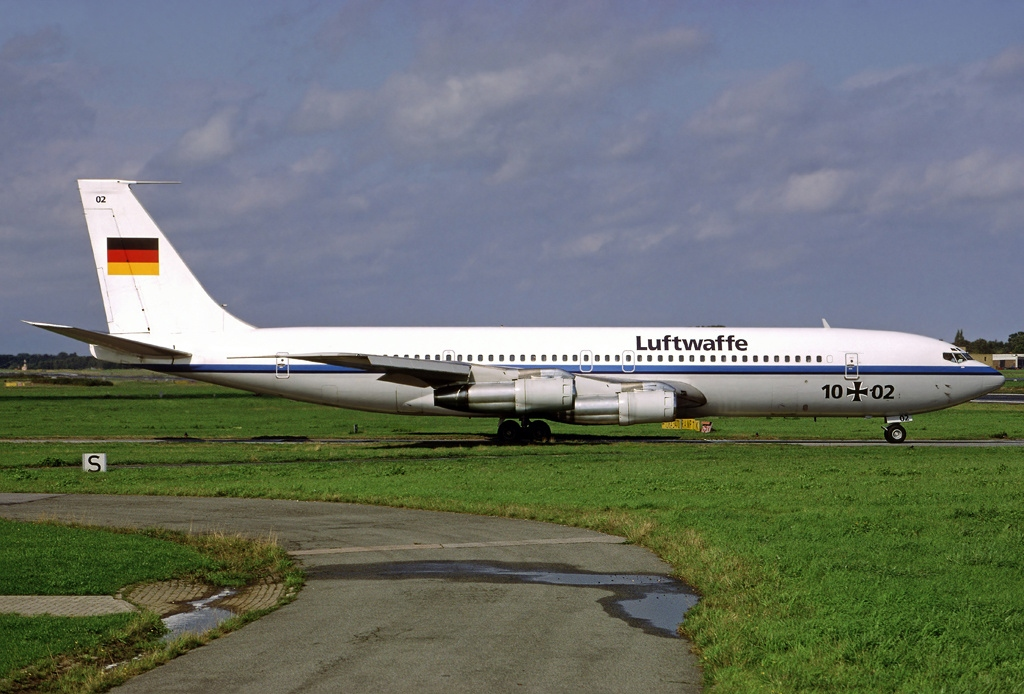
Boeing 707-307C (1968–1999)

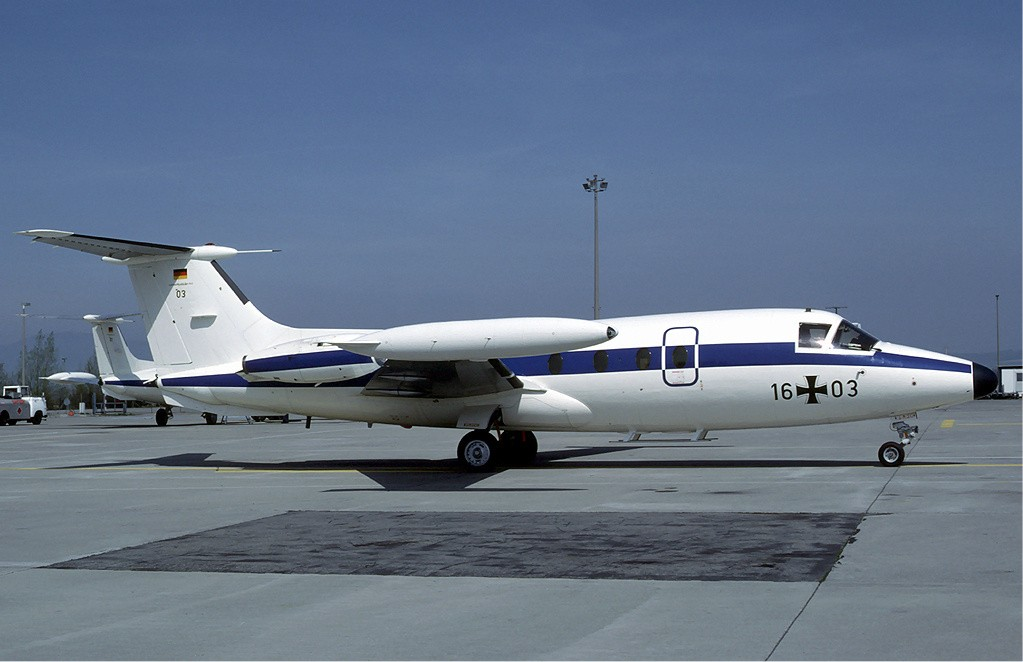
HFB-320 Hansa Jet, 1984

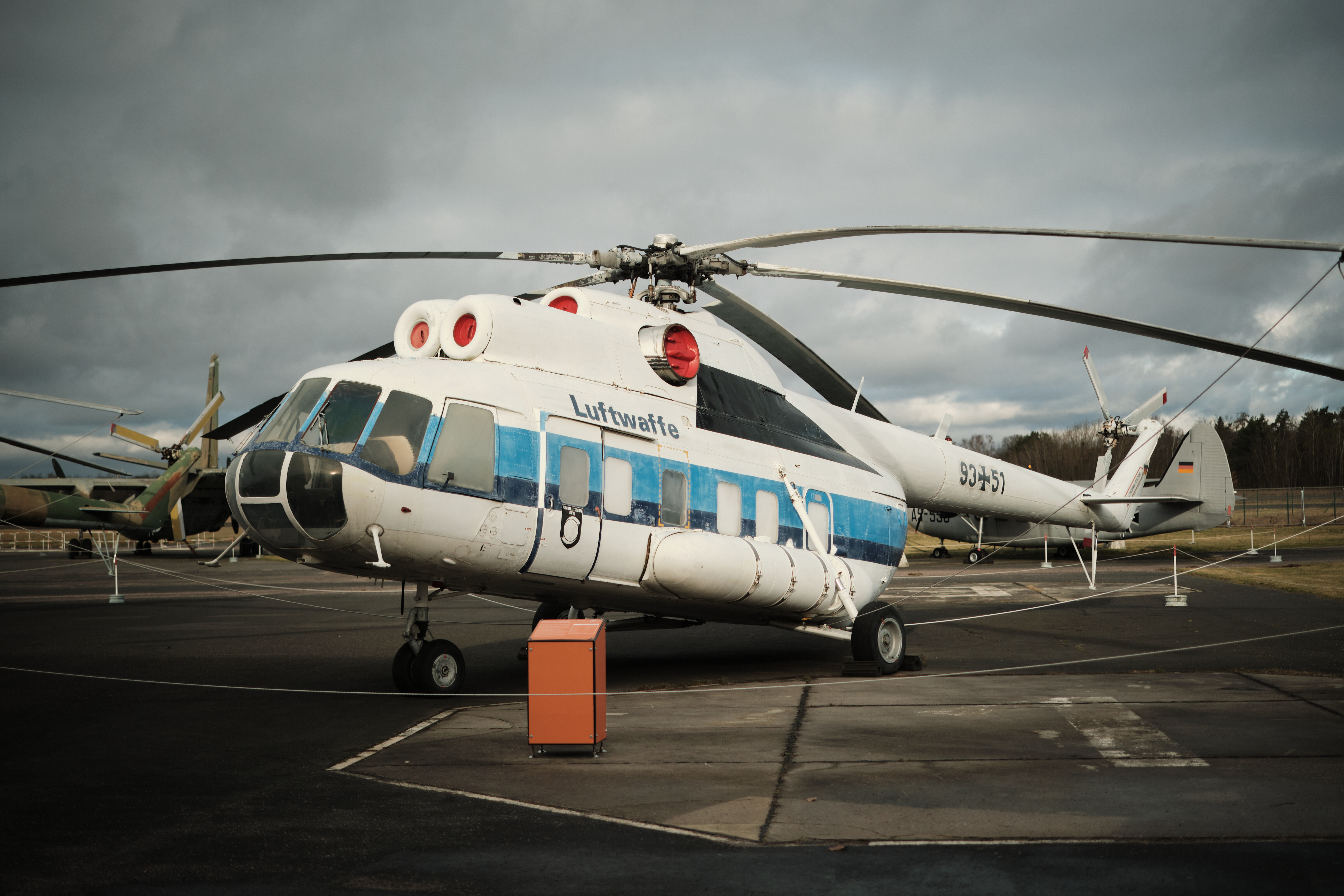
Mil Mi-8S aus NVA-Beständen im Militärhistorischen Museum Gatow (Einsatz von 1993-1997)

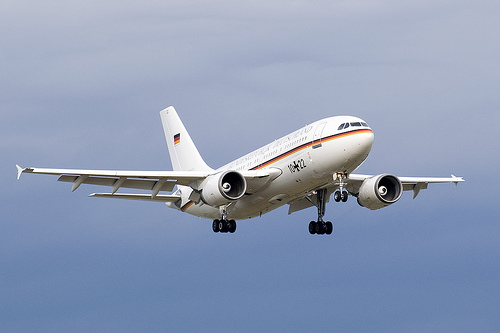
Airbus A310 VIP

Während in den 1960er-Jahren Maschinen des Musters Dornier Do 28A und Douglas DC-6B eingesetzt wurden, bildeten bis spät in die 1990er-Jahre herein vier (später zwei) Boeing 707-307C das Rückgrat der Flugbereitschaft. Von 1977 bis 1998 zählten zudem drei Maschinen des Typs VFW 614 zur Flotte. Im Jahr 1996 wurden zwei Boeing 707-307C durch gebraucht beschaffte A310-304 ersetzt. Die verbliebenen B707 wurden 1999 ebenfalls durch gebrauchte A310-304 ersetzt; sie flogen noch etwa zehn Jahre als Schul- und Transportflugzeuge in Geilenkirchen für angehende AWACS-Piloten.
1990 wurden kurzzeitig Piloten und Flugzeuge des Transportfliegergeschwaders 44 (Tupolew Tu-134, Tupolew Tu-154, Iljuschin Il-62, Mil Mi-8S) übernommen. Die Tu-134 und Il-62 verließen die Flotte aber bald wieder.
Am 4. November 2011 fand der offizielle Abschiedsflug der letzten Challenger, der 12+07 statt, Mitte November wurde sie dann an den Käufer übergeben. Die erste Challenger war im April 1986 übernommen worden. Insgesamt betrieb die Luftwaffe sieben Maschinen dieses Typs mit den Kennzeichen 12+01 bis 12+07.
Die damals zwei Jahre alten A310 10+21 und 10+22 wurden 1991 aus dem Bestand der liquidierten Interflug der DDR gekauft und für insgesamt 50 Millionen Mark zu VIP-Maschinen umgebaut. Gegenüber den üblichen A310 besaßen diese Maschinen auf Wunsch der Interflug, für die sie gebaut worden waren, eine deutlich größere Reichweite. Die 10+21 war (bis zur Auslieferung der ersten A340 im Juni 2011) die offizielle Regierungsmaschine der Bundesrepublik, die 10+22 das Ersatzflugzeug. Die A310 10+22 verließ die Flotte zum 1. Juli 2011, während die 10+21 noch bis zum Juni 2014 weiterbetrieben wurde. Am 20. November 2011 wurde bekannt, dass die ehemalige 10+22 der Flugbereitschaft, eine A310, über einen Zwischenhändler von der iranischen Fluggesellschaft Mahan Air erworben worden ist. Die ehemalige 10+21 wurde mit Wirkung vom 30. Juni 2014 an die Firma Novespace verkauft, die sie nach einem Umbau für Zero G Parabelflüge einsetzen wird.
Ende Januar 2021 wurde mit der Ausflottung der A310MRTT begonnen. Als erstes Flugzeug wurde die 10+27 Airbus A310-304 MRTT (S/N 523, ex D-AIDI Lufthansa „Fellbach“) „August Euler“ nach Hamburg zur Verwertung überführt.
Folgende Luftfahrzeuge der Flugbereitschaft sind seit ihrer Außerdienststellung im Militärhistorischen Museum der Bundeswehr auf dem Flugplatz Berlin-Gatow (ehemals: „Luftwaffenmuseum der Bundeswehr“) zu besichtigen: HFB 320 Hansajet in der jüngeren ECM-Ausführung (16+26) und in der älteren VIP-Ausführung (16+06, derzeit in der Restaurierung), Mil Mi-8S (ex NVA) (93+51), Let L-410 „Turbolet“ VIP (53+10, derzeit verliehen an die Technische Schule der Luftwaffe 3 in Fassberg), sowie ein altes VIP-Compartment aus einer Boeing B707-307C.

14+01 Bombardier Global 5000 (S/N 9395) (Nach Flugunfall als Totalschaden abgeschrieben)

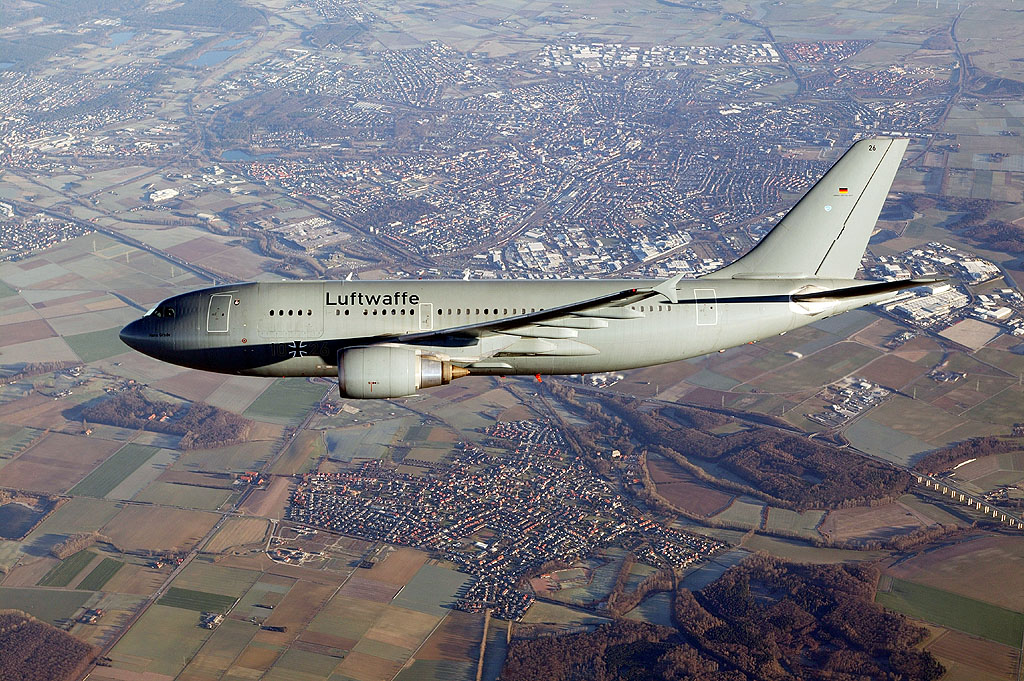
Grauer Airbus A310 MRTT „Hans Grade“ mit MedEvac-Rüstsatz der Luftwaffe

Die Airbus A310-304 MRTT Multi Role Transport Tanker waren umrüstbare Mehrzwecktransportflugzeuge. Neben der Verwendung als MedEvac-Flugzeuge konnten sie auch für den Truppen- oder Frachttransport oder die Luftbetankung genutzt werden. Die Fähigkeit zur Luftbetankung auf der Langstrecke durch eigene Flugzeuge war ab 2009 neu für die Bundeswehr. Die MRTT-Maschinen sowie die 10+23 trugen eine graue Bemalung der Luftwaffe. Am 10. September 2020 absolvierte eine A310 MRTT den letzten Flug in der Tankerrolle. Im Januar 2021 wurde mit der 10+27 die erste MRTT-Maschine ausgeflottet und bei der Lufthansa Technik zerlegt. Diese Maschine war auch die erste, die damals zu dieser Version umgerüstet wurde. Am 25. Mai 2021 wurde die 10+24 „Otto Lilienthal“, am 30. August 2021 die 10+26 „Hans Grade“ (S/N 522, ex D-AIDE Lufthansa „Speyer“) und am 15. Juni 2022 die 10+25 Airbus A310-304 MRTT (S/N 484, ex D-AIDB Lufthansa) „Hermann Köhl“ außer Dienst gestellt.
10+23 „Kurt Schumacher“ (außer Dienst gestellt am 3. September 2021) Airbus A310-304 PAX (S/N 503, ex DDR-ABC → D-AOAC Interflug) war mit einer reinen Economy-Bestuhlung (214 Personen) für den Transport von Personen und Fracht ausgerüstet. Diese Maschine gehörte zu den drei von der Interflug im Zuge ihrer Liquidation an den damaligen Leasinggeber zurückgegebenen und sodann von der Flugbereitschaft übernommenen A310. Der erste Airbus der Interflug mit dem Kennzeichen DDR-ABA, später D-AOAA, sodann 10+21, war bis 2011 das offizielle Regierungsflugzeug „Konrad Adenauer“ der Bundesrepublik Deutschland. Hierfür wurde eine umfangreiche satellitengestützte Kommunikationsanlage installiert und eine spezielle, an die neuen Bedürfnisse angepasste Inneneinrichtung mit u. a. Kabinen mit Schlafplätzen und Dusche eingebaut. Zusatztanks im Frachtraum ermöglichten weltweite Langstreckenflüge. Ersatzflugzeug war die „Theodor Heuss“ (DDR-ABB, später D-AOAB, sodann 10+22). Am 3. September 2021 wurde die A310 10+23 zum Flughafen Hannover überführt. Sie soll zum Serengeti-Park in Hodenhagen transportiert und zu einem Restaurant umgebaut werden.
Die im Jahr 2011 in Dienst gestellten A340-Langstreckenjets (16+01 Konrad Adenauer und 16+02 Theodor Heuss) boten neben einer Kapazität von bis zu 143 Passagieren auch Schlaf- und Konferenzräume für Regierungsmitglieder. Die Langstreckenmaschinen wurden nach zehn Jahren im regulären Liniendienst bei der Lufthansa durch Lufthansa Technik in Hamburg zum Regierungsflieger umgebaut. Ihre Reichweite lag bei bis zu 13.350 km und damit um mehr als 3.000 km über der des Vorgängermodells A310, was Tankstopps auf Flügen z. B. nach Asien oder Südafrika überflüssig machte. Die Flugzeuge verfügten neben einem Bordhospital über diverse Selbstschutzeinrichtungen. Mitte 2013 wurde in den Vereinigten Staaten ein laserbasiertes Abwehrsystem gegen infrarotgelenkte Raketen nachgerüstet. Nach zwei Pannen mit einem Airbus A340, wegen der Außenministerin Annalena Baerbock im August 2023 eine Reise in den Pazifikraum auf der Hinreise in Abu Dhabi abbrechen musste, gab die Luftwaffe ihre Absicht bekannt, sie wolle die zwei A340 der Flugbereitschaft umgehend ausmustern.  Am 27. September 2023 wurde die 16+02 außer Dienst gestellt und nach Washington an einen unbekannten Käufer überstellt.
Mangels offizieller Quellen beziehungsweise Chroniken lässt sich die Liste der eingesetzten Luftfahrzeuge der Flugbereitschaft nur anhand inoffizieller, gegebenenfalls als Sekundärquelle zu betrachtender, Literatur rekonstruieren:

#### Ehemalige Flugzeuge

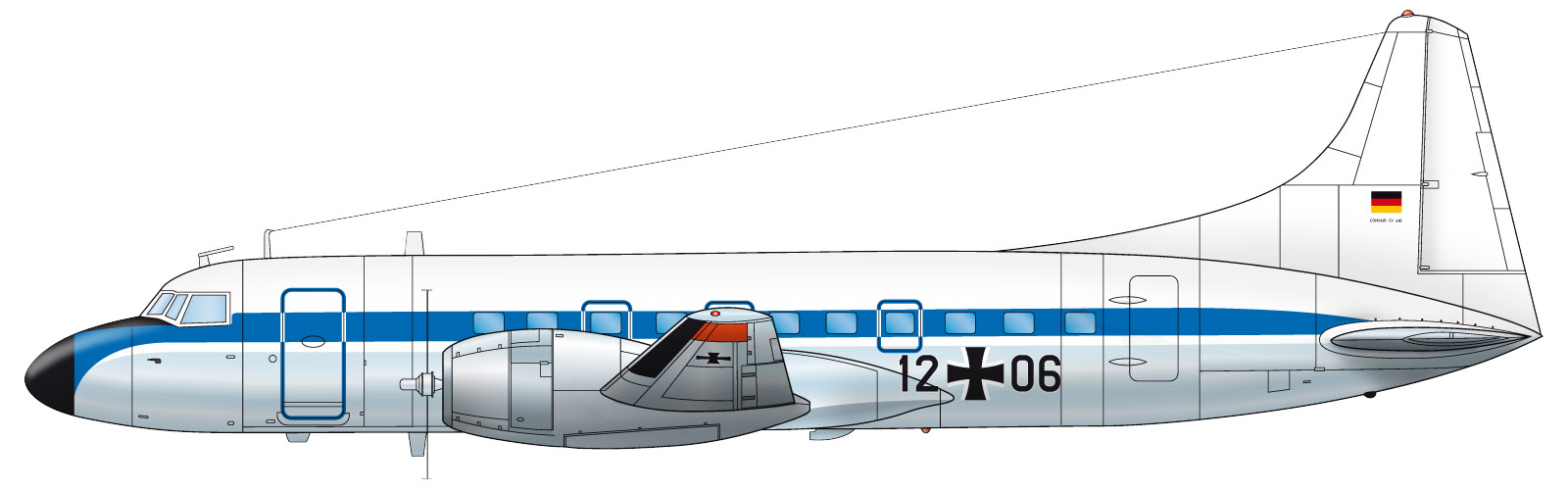
Convair 440 (1959–1974)

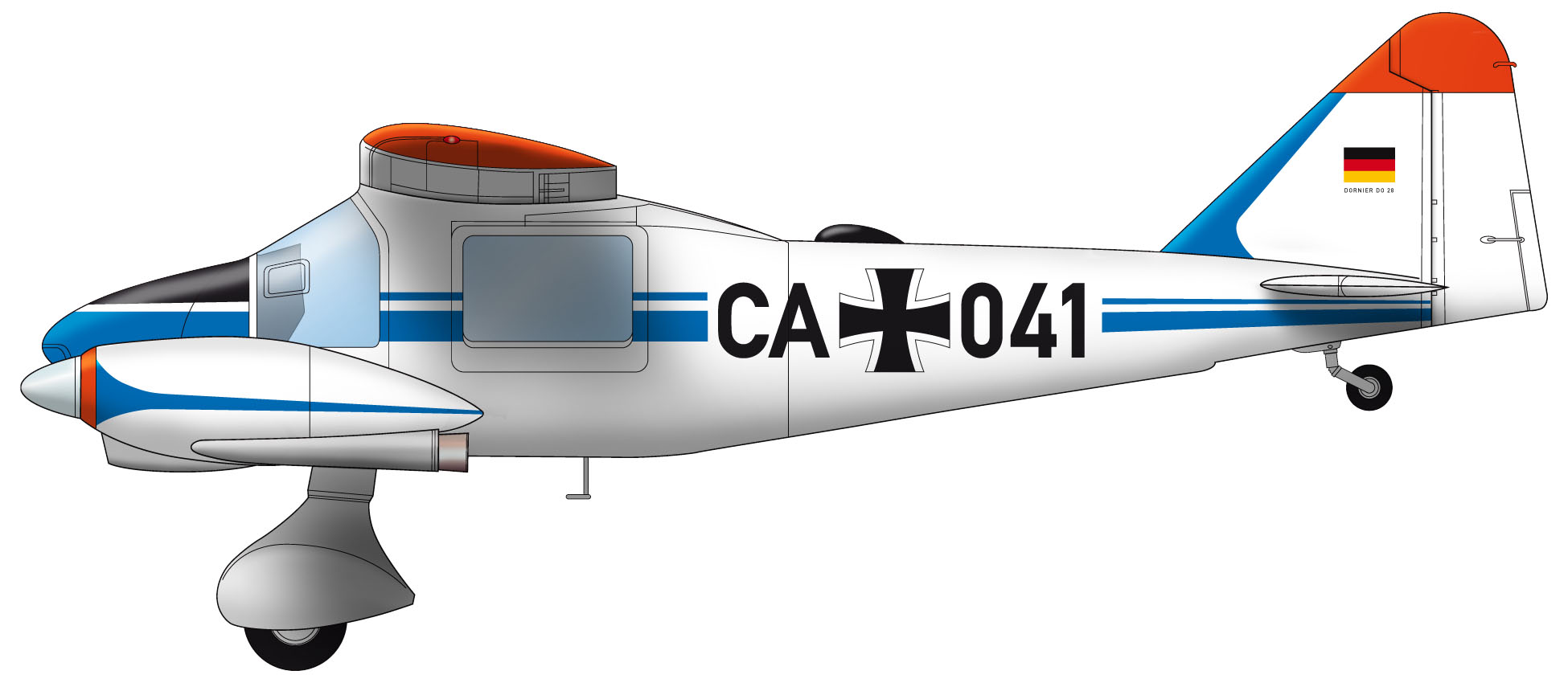
Dornier Do 28A (1961–1968)

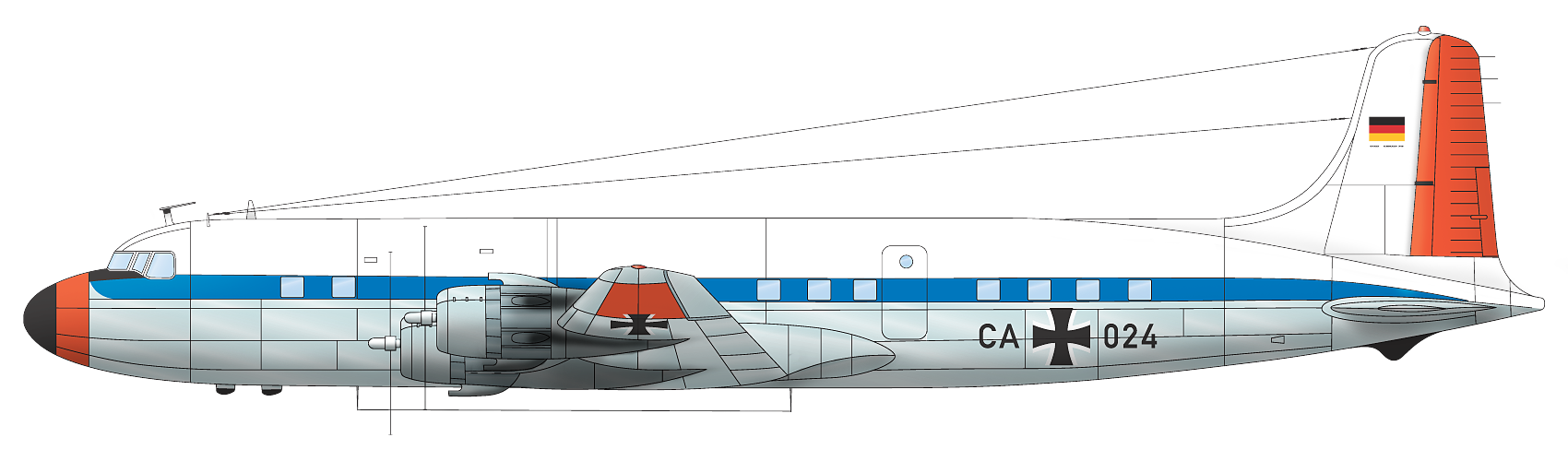
Douglas DC-6B (1962–1969)

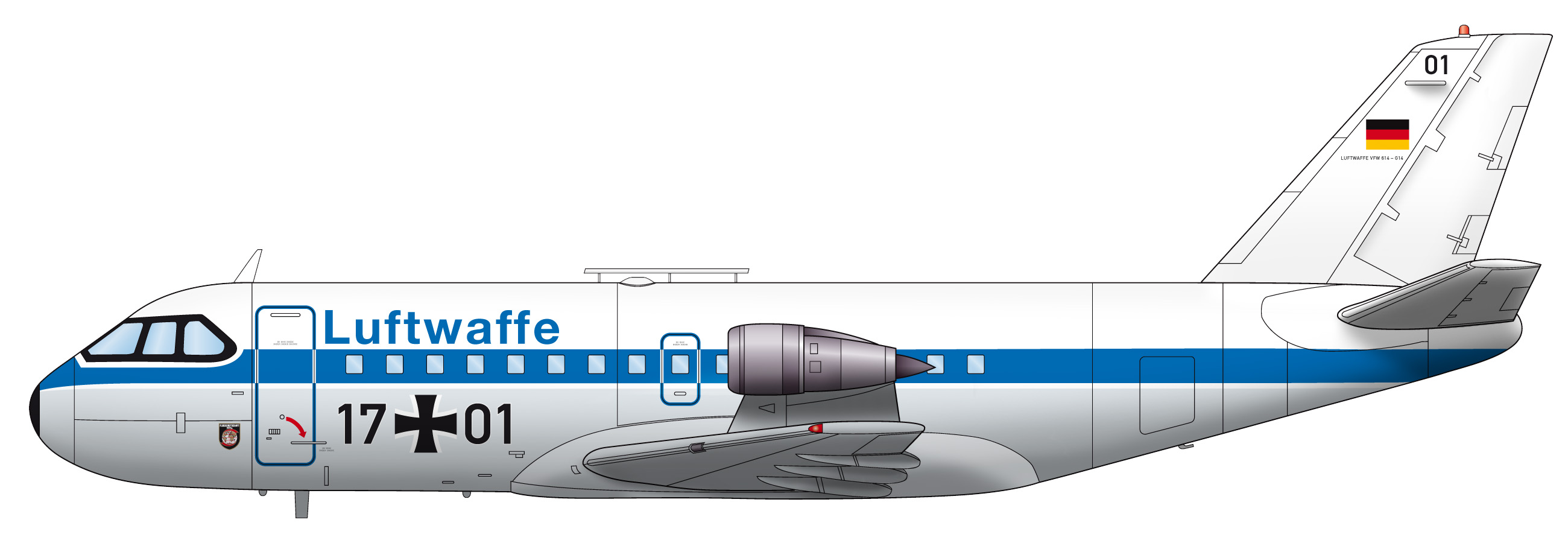
VFW 614 (1977–1998)

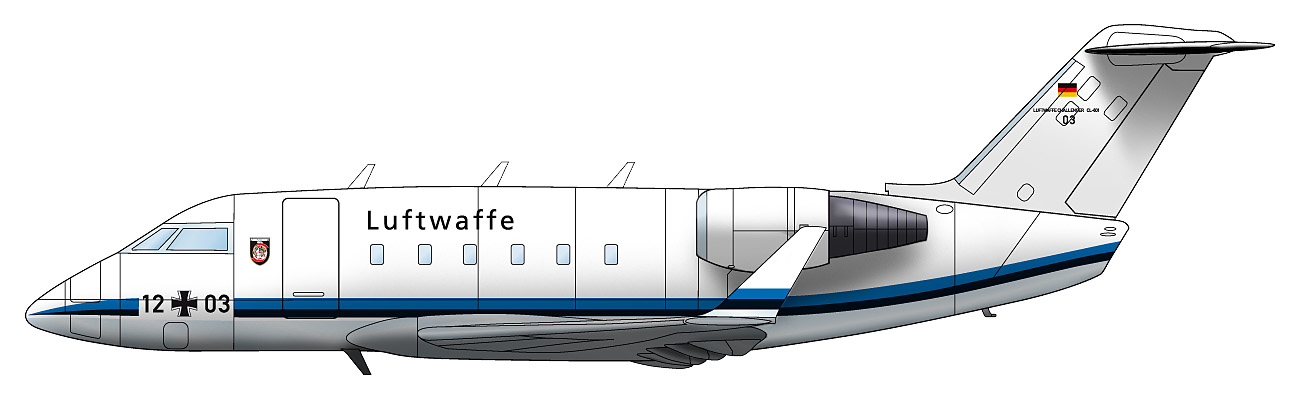
Challenger 601 (1986–2011)

- 1957–1963 (2) De Havilland DH.114 Heron 2D[61]
- 1957–1969 (?) Piaggio P.149[78]
- 1957–1976 (2) Douglas DC-3[61]
- 1958–1968 (?) Percival Pembroke C54[61]
- 1958–1979 (?) Dornier Do 27
- 1959–1974 (5) Convair CV-340[61]
- 1959–1974 (1) Convair CV-440[61]
- 1961–1968 (1) Dornier Do 28A[79]
- 1962–1969 (4) Douglas DC-6[61]
- 1963–1986 (4) Lockheed JetStar[61]
- 1968–1999 (4) Boeing B707-307C[61]
- 1969–1988 (8) HFB 320 Hansajet[61]
- 1971–1988 (4) Dornier Do 28D[79]
- 1977–1998 (3) VFW 614[61]
- 1986–2011 (7) Bombardier Challenger 601[61]
- 1991–1999 (2) Tupolew Tu-154M (ex NVA)[61]
- 1991–2000 (4) Let L-410 (ex NVA)[61]
- 1993–2013 (2) Airbus A310 VIP
- 1993–2022 (5) A310-300 MRT/MRTT MedEvac

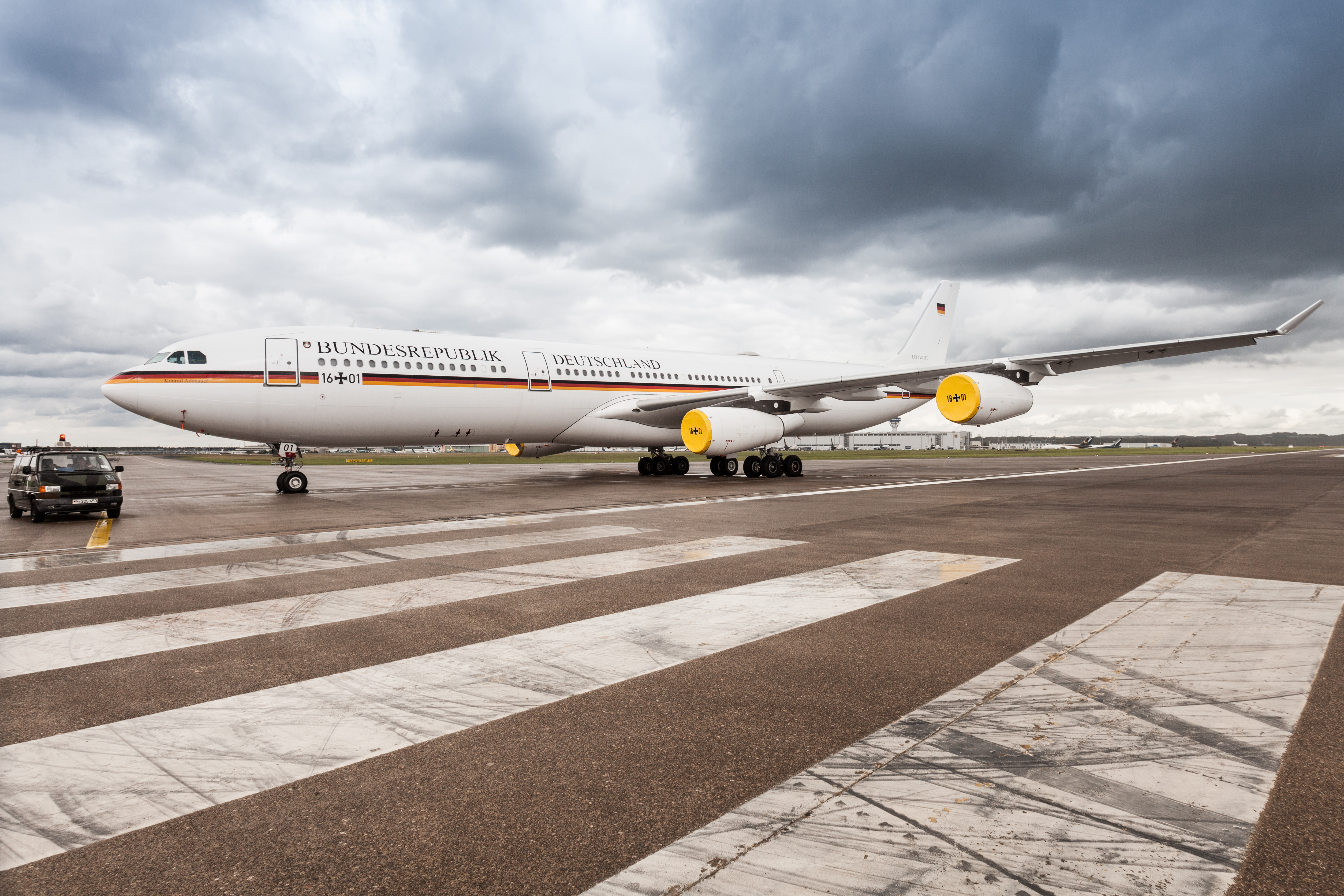
A340-313X VIP (2011–2023)

- A340-313X VIP (2011–2023)2011–2023 (2) Airbus A340-313 VIP[80]

#### Ehemalige Hubschrauber
- 1958–1959 (2) Bristol Sycamore (CA+327 und CA+328)[62]
- 1959–1972 (2) H-34G Choctaw
- 1968–2000 (4) Bell UH-1D
- 1993–1997 (6) Mil Mi-8 (ex NVA)

## Zwischenfälle
- Am 16. Januar 1968 kollidierte eine vom Flughafen Köln/Bonn kommende Lockheed JetStar der Flugbereitschaft (CA+102) mit einer Piaggio P.149D der Lufthansa Verkehrsfliegerschule (D-EJCO). Die auf einem Ausbildungsflug in der Platzrunde des Flughafens Bremen fliegende Piaggio stürzte 2 km nordnordwestlich der Landebahn ab, wobei Fluglehrer und Schüler umkamen.[81] Die JetStar wurde schwer beschädigt, konnte aber mit einer Bauchlandung auf dem Werksflughafen Lemwerder gelandet werden. Sie wurde auf Grund der starken Beschädigungen später abgeschrieben.[82]
- Am 5. Oktober 1972 stürzte bei Berzhahn/Westerwald eine Bell UH-1D (71+22) nach einer Kollision mit einer Lockheed F-104 „Starfighter“ ab. Der Hubschrauber gehörte zum HTG 64 in Ahlhorn, die Besatzung aber war der Flugbereitschaft zugehörig.[83] Die drei Besatzungsmitglieder des Hubschraubers starben, der Kampfjet konnte beschädigt auf dem Fliegerhorst Büchel landen. Der Unfall ereignete sich, als der Hubschrauber eine Nachttiefflugstrecke kreuzte.[24]
- 6. Juni 1996 – Beim Flugunfall bei der Jugendmesse YOU 1996 in Dortmund stürzte ein Hubschrauber des Typs Bell UH-1D (71+00) während eines Rundflugs in Dortmund in ein Waldgebiet. 13 Menschen kamen ums Leben, 1 Person überlebte.[84][85]
- Am 13. September 1997 kollidierte die Tu-154M (11+02) bei der Flugzeugkollision vor Namibia 1997 vor der Westküste Namibias mit einer C-141B Starlifter der US Air Force (65-9405). 33 Menschen kamen ums Leben, davon 24 in der Tupolew und 9 im Starlifter.[86]
- Am 16. April 2019 wurde die Bombardier Global 5000 mit dem militärischen Kennzeichen 14+01 bei einer Notlandung auf dem Flughafen Berlin-Schönefeld so schwer beschädigt, dass sie abgeschrieben werden musste.[87][88] Nach einer mehrwöchigen Wartung in Schönefeld stellte die Crew während des Rückfluges, der nach Köln führen sollte, Probleme mit der Flugsteuerung fest und entschied sich, nach Schönefeld zurückzukehren. Beim Landemanöver kippte das Flugzeug in einer Höhe von etwa 300 Meter ohne Steuereingaben extrem nach rechts und verfehlte die Landebahn. Den Piloten gelang es zwar, die Kontrolle wiederzuerlangen, sie konnten den Jet aber nur noch auf dem Vorfeld zu Boden bringen. Nach der harten Landung schlitterte das Flugzeug über Rasenflächen und Rollwege bis zur Landebahn 07L.[89] Die dreiköpfige Besatzung wurde in einem Bundeswehrkrankenhaus behandelt. Passagiere waren nicht an Bord.[90]

## Reaktion auf Kritik an der Einsatzbereitschaft der Flugbereitschaft
- Im Jahr 2007 wurden vier Mittelstrecken-Flugzeuge vom Typ Bombardier Global 5000 und zwei Airbus-Flugzeuge A319  bestellt, um sechs Flugzeuge von Typ Bombardier Challenger zu ersetzen. Für den Ersatz der Maschinen setzte sich u. a. der frühere Außenminister Joschka Fischer ein,[91]  der die Situation besonders drastisch mit den Worten beschrieb: „Muss ich erst im Sarg im Auswärtigen Amt aufgebahrt werden, ehe die Flugbereitschaft neue Maschinen bekommt?“[92]
- Im Jahr 2019 wurden drei Langstrecken-Flugzeuge vom Typ Airbus 350-900 in Auftrag gegeben, nachdem es zu einer Serie von Pannen bei Flügen von Kanzlerin, Vize-Kanzler und dem Bundespräsidenten gekommen war. Nach den Worten der damaligen Verteidigungsministerin von Ursula von der Leyen käme „irgendwann … der Punkt, wo man zwar so gute Pflege wie nur irgend möglich machen kann, aber an die Grenze des Alters des Materials gerät“.[93] Die Anschaffung wurde ausdrücklich mit „dem Staatsinteresse und dem Ansehen der Bundesrepublik Deutschland“ begründet, dem die Pannen nachhaltig geschadet hätten.[94][95]